# Romeinse villa Hoogeloon
De Romeinse villa van Hoogeloon was een Romeinse villa in de Brabantse Kempen bij Hoogeloon in de Nederlandse gemeente Bladel. De villa was gelegen in de velden ten oosten van het dorp, ten zuiden van het Hoogeloons bos nabij de Kleine Beerze.

## Geschiedenis
Kort na het jaar 100 stond er een houten boerderij die vervangen werd door een stenen Romeinse villa.
Rond 150 n.Chr. was het gebied van Brabant een woest gebied zonder stedelijke bewoning, maar wel enkele nederzettingen met lemen huizen.
Vanaf het einde van de derde eeuw zijn er geen sporen meer van bewoning en lijken de bewoners vertrokken te zijn.
Vanaf 1980 werd het terrein van de villa archeologisch onderzocht, omdat er hier diverse vondsten waren gedaan zoals stukken van pleisterwerk en Romeinse dakpannen.

## Gebouw
De stenen villa was 50 meter breed en 18 meter lang, opgetrokken met Ardenner zandsteen en dakpannen die afkomstig waren uit de Maasvallei. Het gebouw omvatte vijftien kamers, een badhuis en rondom houten boerderijgebouwen. De villa was voorzien van verwarming en van koud en warm water. Bij de opgravingen kwamen onder andere loden waterleidingen en een bronzen mengkraan naar boven. Achter de villa lag een veekraal van 40 bij 40 meter.
Ten noordoosten lag een grafveld met een Romeinse grafheuvel die de Kaboutersberg genoemd wordt.